# Courcelles-sur-Nied
Courcelles-sur-Nied (Duits: Kurzel an der Nied) is een gemeente in het Franse departement Moselle in de regio Grand Est. De gemeente telde 1.188 inwoners op 1 januari 2022.

## Geschiedenis
De gemeente maakte deel uit van het kanton Pange in het arrondissement Metz-Campagne tot op 22 maart 2015 beide werden opgeheven. Courcelles-sur-Nied werd opgenomen in het nieuwgevormde kanton Le Pays Messin, dat onderdeel werd van het arrondissement Metz.
Het dorp was bezit van de Abbaye Saint-Vincent de Metz in de gelijknamige Vrije rijksstad.

## Geografie
De oppervlakte van Courcelles-sur-Nied bedroeg op 1 januari 2022 5,06 vierkante kilometer; de bevolkingsdichtheid was toen 234,8 inwoners per km².

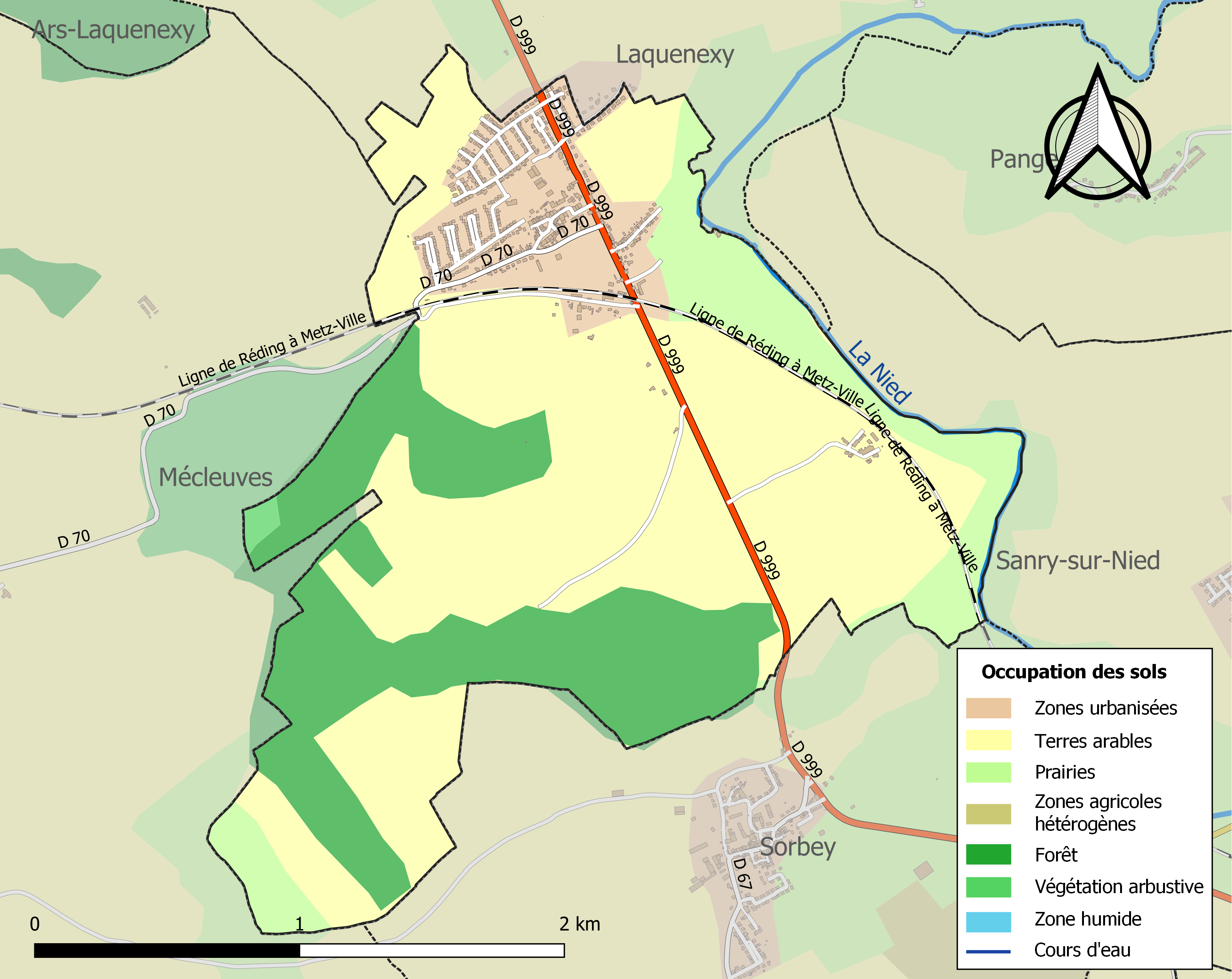
Kaart van de gemeente met de belangrijkste infrastructuur, bodemgebruik en omliggende gemeenten

## Demografie
Onderstaande figuur toont het verloop van het inwonertal (bron: INSEE-tellingen).

## Verkeer en vervoer
In de gemeente bevindt zich het spoorwegstation Courcelles-sur-Nied.